# دون غراهام (لاعب دوري الرغبي)
دون غراهام (بالإنجليزية: Don Graham)‏ هو لاعب دوري الرغبي أسترالي، ولد في 1917 في ليزمور في أستراليا، وتوفي في 1997 في Casino, New South Wales ‏ في أستراليا.